# Polycyathus helenae
Espèce
Polycyathus helenae est une espèce de coraux de la famille des Caryophylliidae.

## Systématique
Polycyathus helenae est une espèce non reconnue par le WoRMS.